# Luciano Pocrnjic
Luciano Darío Pocrnjic (Chovet, Provincia de Santa Fe, Argentina; 4 de agosto de 1981) es un exfutbolista argentino con ascendencia croata. Jugaba como arquero y su primer equipo fue Newell's Old Boys. Su último club antes de retirarse fue Aldosivi de Mar del Plata.
Actualmente es el ayudante de campo de Favio Fernández en la Reserva de Aldosivi.

## Clubes
| Club                      | País      | Año       |
| ------------------------- | --------- | --------- |
| Newell's Old Boys         | Argentina | 2002-2005 |
| Deportes Antofagasta      | Chile     | 2006      |
| Huracán de Tres Arroyos   | Argentina | 2007      |
| Unión de Santa Fe         | Argentina | 2007-2008 |
| San Martín de San Juan    | Argentina | 2008-2014 |
| Newell's Old Boys         | Argentina | 2015-2018 |
| Aldosivi de Mar del Plata | Argentina | 2018-2021 |

### Estadísticas
- Actualizado al final de su carrera deportiva

| Club                      | Div.                | Temporada           | Liga | Liga | Copa Nacional | Copa Nacional | Copa Internacional | Copa Internacional | Total | Total |
| Club                      | Div.                | Temporada           | PJ   | G    | PJ            | G             | PJ                 | G                  | PJ    | G     |
| ------------------------- | ------------------- | ------------------- | ---- | ---- | ------------- | ------------- | ------------------ | ------------------ | ----- | ----- |
| Newell's Argentina        |                     |                     |      |      |               |               |                    |                    |       |       |
| 1.ª                       | 2002/03             | 0                   | 0    | -    | -             | -             | -                  | 0                  | 0     |       |
| 1.ª                       | 2003/04             | 3                   | 0    | -    | -             | -             | -                  | 3                  | 0     |       |
| 1.ª                       | 2004/05             | 0                   | 0    | -    | -             | -             | -                  | 0                  | 0     |       |
| 1.ª                       | 2005/06             | 0                   | 0    | -    | -             | -             | -                  | 0                  | 0     |       |
| 1.ª                       | 2015                | 2                   | 0    | 1    | 0             | -             | -                  | 3                  | 0     |       |
| 1.ª                       | 2016                | 9                   | 0    | 1    | 0             | -             | -                  | 10                 | 0     |       |
| 1.ª                       | 2016/17             | 30                  | 0    | 2    | 0             | -             | -                  | 32                 | 0     |       |
| 1.ª                       | 2017/18             | 16                  | 0    | 2    | 0             | 1             | 0                  | 19                 | 0     |       |
| Total                     | Total               | 60                  | 0    | 6    | 0             | 1             | 0                  | 67                 | 0     |       |
| Antofagasta · Chile       |                     |                     |      |      |               |               |                    |                    |       |       |
| 1.ª                       | 2006                | 20                  | 0    | -    | -             | -             | -                  | 20                 | 0     |       |
| Total                     | Total               | 20                  | 0    | -    | -             | -             | -                  | 20                 | 0     |       |
| Huracán (TA) Argentina    |                     |                     |      |      |               |               |                    |                    |       |       |
| 2.ª                       | 2006/07             | 15                  | 0    | -    | -             | -             | -                  | 15                 | 0     |       |
| Total                     | Total               | 15                  | 0    | -    | -             | -             | -                  | 15                 | 0     |       |
| Unión Argentina           |                     |                     |      |      |               |               |                    |                    |       |       |
| 2.ª                       | 2007/08             | 0                   | 0    | -    | -             | -             | -                  | 0                  | 0     |       |
| Total                     | Total               | 0                   | 0    | -    | -             | -             | -                  | 0                  | 0     |       |
| San Martín (SJ) Argentina |                     |                     |      |      |               |               |                    |                    |       |       |
| 2.ª                       | 2008/09             | 31                  | 0    | -    | -             | -             | -                  | 31                 | 0     |       |
| 2.ª                       | 2009/10             | 34                  | 0    | -    | -             | -             | -                  | 34                 | 0     |       |
| 2.ª                       | 2010/11             | 38                  | 0    | -    | -             | -             | -                  | 38                 | 0     |       |
| 1.ª                       | 2011/12             | 35                  | 0    | 0    | 0             | -             | -                  | 35                 | 0     |       |
| 1.ª                       | 2012/13             | 6                   | 0    | 1    | 0             | -             | -                  | 7                  | 0     |       |
| 2.ª                       | 2013/14             | 8                   | 0    | 0    | 0             | -             | -                  | 8                  | 0     |       |
| 2.ª                       | 2014                | 0                   | 0    | -    | -             | -             | -                  | 0                  | 0     |       |
| Total                     | Total               | 152                 | 0    | 1    | 0             | -             | -                  | 153                | 0     |       |
| Aldosivi Argentina        |                     |                     |      |      |               |               |                    |                    |       |       |
| 1.ª                       | 2018/19             | 24                  | 0    | 5    | 0             | -             | -                  | 29                 | 0     |       |
| 1.ª                       | 2019/20             | 22                  | 0    | 0    | 0             | -             | -                  | 22                 | 0     |       |
| 1.ª                       | 2020                | -                   | -    | 9    | 0             | -             | -                  | 9                  | 0     |       |
| 1.ª                       | 2021                | 0                   | 0    | 10   | 0             | -             | -                  | 10                 | 0     |       |
| Total                     | Total               | 46                  | 0    | 24   | 0             | -             | -                  | 70                 | 0     |       |
| Total en su carrera       | Total en su carrera | Total en su carrera | 293  | 0    | 31            | 0             | 1                  | 0                  | 325   | 0     |

## Palmarés

### Campeonatos nacionales
| Título           | Club              | País      | Año    |
| ---------------- | ----------------- | --------- | ------ |
| Primera División | Newell's Old Boys | Argentina | A-2004 |

### Otros logros
| Título                     | Club                   | País      | Año  |
| -------------------------- | ---------------------- | --------- | ---- |
| Ascenso a Primera División | San Martín de San Juan | Argentina | 2011 |
| Ascenso a Primera División | San Martín de San Juan | Argentina | 2014 |